# Peter Redford Scott Lang
Peter Redford Scott Lang (* 8. Oktober 1850 in Edinburgh, Schottland; † 5. Juli 1926 in St Andrews) war ein schottischer Mathematiker.

## Leben
Scott Langs Vater war der ca. 1808 geborene Anwaltsgehilfe Robert Laidlow Lang. Seine Mutter war die ca. 1818 in England geborene Barbara Turnbull Cochrane. Er war der jüngste von sechs Kindern.
Nach einer schulischen Ausbildung an der Edinburgh Institution wechselte er an die University of Edinburgh. Während des Studiums absolvierte er gleichzeitig eine Ausbildung zum Lebensversicherungsvertreter. In der Volkszählung 1871 wurde seine berufliche Tätigkeit als Versicherungsvertreter angegeben. 1872 schloss er mit M. A. und B. Sc. ab und wurde im gleichen Jahr zum Assistenten für Naturgeschichte an der University of Edinburgh beschäftigt.
1879 wurde er auf den Regius Chair of Mathematics an der University of St Andrews berufen. Diesen Lehrstuhl hielt er bis zu seinem Ruhestand, 1921. Sein Nachfolger wurde Herbert Westren Turnbull.
Um 1859 heiratete Scott Lang Alice M. Dickson aus Colinton, Midlothian. Das Paar hatte eine Tochter, Edith Mary Lang. Am 5. Juli 1926 verstarb Scott Lang nach mehrjähriger Herzkrankheit in seinem Haus in Mansefield, St Andrews.

## Ehrungen
1878 wurde Scott Lang zum Fellow der Royal Society of Edinburgh berufen. 1921 wurde er in den Ritterstand erhoben.